# C. J. Williams (baloncestista)
Wendell Kerry "C. J." Williams Jr. (Fayetteville, Carolina del Norte, 6 de febrero de 1990) es un baloncestista estadounidense que pertenece a la plantilla del CSU Braşov en la Liga Națională rumana. Con 1,96 metros de estatura, juega en la posición de escolta.

## Trayectoria deportiva

### Universidad
Jugó cuatro temporadas con los Wolfpack de la Universidad Estatal de Carolina del Norte, en las que promedió 6,1 puntos, 2,6 rebotes y 1,3 asistencias por partido.

### Profesional
Tras no ser elegido en el Draft de la NBA de 2012, fichó por el ETHA Engomis de la Primera División de Baloncesto de Chipre, donde en 29 partidos promedió 13,5 puntos, 3,5 rebotes y 1,9 asistencias.
Al año siguiente regresó a su país para fichar por Los Angeles D-Fenders de la NBA D-League, jugando una temporada completa en la que promedió 14,4 puntos y 4,6 rebotes por encuentro.
Tras disputar las Ligas de Verano de 2014 con Milwaukee Bucks, fichó el 11 de agosto con el Giorgio Tesi Group Pistoia de la liga italiana. En 30 partidos promedió 14,4 puntos y 4,2 rebotes por partido.
Al año siguiente, tras disputar de nuevo las Ligas de Verano, en esta ocasión con los Minnesota Timberwolves, fichó por el JDA Dijon Basket de la liga francesa. Jugó una temporada en la que promedió 11,9 puntos y 2,7 rebotes por partido.
El 26 de julio de 2016 se une a los San Antonio Spurs para disputar las ligas de verano. El 19 de septiembre fichó finalmente por los Dallas Mavericks. Pero fue despedido el 22 de octubre tras haber disputado cinco partidos de pretemporada.
El 17 de febrero de 2021, firma por el ÉB Pau-Orthez de la Pro A, la primera categoría del baloncesto francés.
El 11 de agosto de 2021, firma por el Yalova Group Belediyespor Basketbol de la Basketbol Süper Ligi.
En la temporada 2022-23, firma por el Ironi Nes Ziona B.C. en la Ligat ha'Al israelí.
En agosto de 2023 firma por una temporada con el CSU Braşov de la Liga Națională rumana.

## Selección nacional
Williams fue miembro de la selección de baloncesto de Estados Unidos que ganó el Campeonato FIBA Américas de 2017.

## Estadísticas de su carrera en la NBA

### Temporada regular
| Año     | Equipo        | PJ | PT | MPP  | %TC  | %3P  | %TL  | RPP | APP | ROB | TPP | PPP |
| ------- | ------------- | -- | -- | ---- | ---- | ---- | ---- | --- | --- | --- | --- | --- |
| 2017-18 | L.A. Clippers | 38 | 17 | 18.6 | .442 | .282 | .813 | 1.5 | 1.1 | .8  | .3  | 5.5 |
| 2018-19 | Minnesota     | 15 | 0  | 8.5  | .486 | .313 | .000 | .5  | .8  | .4  | .0  | 2.6 |
| Total   | Total         | 53 | 17 | 15.8 | .448 | .287 | .765 | 1.2 | 1.0 | .7  | .2  | 4.7 |